# Freistaat Coburg
Der Freistaat Coburg entstand nach dem Ersten Weltkrieg aus dem Herzogtum Sachsen-Coburg. Er existierte vom November 1918 bis zu seiner Vereinigung mit dem Freistaat Bayern am 1. Juli 1920.

## Geschichte
Mit dem Rücktritt des Herzogs Carl Eduard am 14. November 1918 erlosch im Zuge der Novemberrevolution das Herzogtum Sachsen-Coburg und Gotha und es entstanden aus den beiden Landesteilen Herzogtum Sachsen-Gotha und Herzogtum Sachsen-Coburg die Freistaaten Gotha und Coburg. Beide Landesteile besaßen schon in der Monarchie ihre eigenen Landtage und voneinander unabhängige Ministerialbehörden. Am 9. Februar 1919 folgte die Wahl der elf Mitglieder der coburgischen Landesversammlung. Die Liste I der SPD erhielt 58,6 Prozent, die bürgerliche Liste II (Liberale, Deutschnationale, Coburger Bauernverein) 41,4 Prozent der Stimmen, was eine Sitzverteilung von 7 zu 4 ergab. Präsident der Landesversammlung wurde der Sozialdemokrat Ehrhard Kirchner. Die Landesversammlung verabschiedete am 10. März 1919 das Vorläufige Gesetz über die Gesetzgebung und Verwaltung im Freistaate Coburg, die provisorische Coburger Verfassung. Die dreiköpfige Regierung bestand aus Staatsrat Hermann Quarck (nationalliberal, bislang Leiter der Coburger Ministerialabteilung) als Vorsitzendem und den beiden SPD-Abgeordneten Franz Klingler und Reinhold Artmann. Mit der Unterzeichnung des Staatsvertrags über die Verwaltung der gemeinschaftlichen Angelegenheiten der Freistaaten Coburg und Gotha am 12. April 1919 wurde die Trennung der beiden vormaligen Landesteile endgültig vollzogen.
Reichsrechtlich existierte Sachsen-Coburg-Gotha weiterhin als ein Land im Reichsverband. Coburg wurde vom Reich nicht als Land, sondern nur als Landesteil oder Gebiet betrachtet.
Am 7. Juni 1919 wurde mit dem Herzog Carl Eduard ein Abfindungsvertrag über dessen Besitz- und Vermögensverhältnisse geschlossen. Für das gesamte Domänengut, bestehend aus ungefähr 4500 Hektar Forsten, zahlreichen Gebäuden und Einzelgrundstücken sowie den Kunstschätzen der Veste und des Hofgartenmuseums, der Bibliothek, dem Theater, Schloss und Gut Rosenau, der Veste Coburg, Schloss Ehrenburg und dem Staatsarchiv erhielt der Herzog eine Abfindung in Höhe von 1,5 Millionen Mark. Die Kunstschätze der Veste, die Sammlungen des Hofgartenmuseums und die Einrichtungsgegenstände des Schlosses Ehrenburg wurden Eigentum der Coburger Landesstiftung, der Rest verblieb beim Freistaat. Schloss, Schlosspark und Gut Callenberg sowie Schloss Eichhof und die Schweizerei Rosenau mit einer Gesamtfläche von 533 Hektar blieben Eigentum des Herzogs.
Der nationalliberale Quarck hatte gemäß Verfassung vom 10. März 1919 die leitende Position in Regierung und Verwaltung inne. Er war in Personalunion Vorsitzender der Staatsregierung und Vorstand des Staatsministeriums. Nachdem die sozialdemokratische Fraktion, die die Mehrheit in der Landesversammlung hatte, Reinhold Artmann zum Coburger Regierungsvertreter im Staatsrat Thüringens (Verwaltungsrat zum Gesetzesvollzug) ernannt hatte, trat Quarck am 2. Juli 1919 von seinen Ämtern zurück. Es folgte am 11. Juli 1919 eine Verfassungsänderung, welche die Personalunion von Regierungs- und Verwaltungsspitze aufhob. Den Vorsitz der Regierung übernahm Franz Klingler (SPD) und der Abgeordnete Hans Schack (DDP) wurde neues Mitglied der Landesregierung. Die Leitung des Ministeriums übernahm der Verwaltungsjurist Ernst Fritsch mit der Dienstbezeichnung Ministerialdirektor.
Da die politisch Verantwortlichen den neuen Freistaat als wirtschaftlich nicht überlebensfähig betrachteten, suchten sie den Anschluss an ein anderes Land. Man nahm daher im März und Mai 1919 an den Konferenzen mit den anderen thüringischen Staaten zur Bildung des neuen Landes Thüringen teil, stimmte allerdings dem Gemeinschaftsvertrag vom Mai nicht zu. Parallel dazu wurden ab Mitte Juni Verhandlungen wegen des Anschlusses mit Bayern und einen Monat später mit Preußen aufgenommen. Preußen sagte allerdings schon im August einem Zusammengehen der Staaten ab. Bayern war aufgeschlossen und konnte im Gegensatz zu dem sich erst bildenden Land Thüringen viele Zugeständnisse machen, insbesondere bezüglich des Erhalts kultureller Einrichtungen Coburgs.
Am 30. November 1919 folgte eine der ersten demokratischen Volksbefragungen in Deutschland über den Verbleib des Landes Coburg. Bei einer Wahlbeteiligung von 75 % votierten 26.102 Personen, 88,11 % der Stimmen, auf die Frage „Soll Coburg dem Gemeinschaftsvertrag der thüringischen Staaten beitreten?“ mit einem Nein auf dem Stimmzettel und damit für den Anschluss an Bayern, 3.466 Stimmen waren dafür und 56 ungültig. Die Gründe für dieses eindeutige Ergebnis waren vielfältig: Einerseits sah sich die Bevölkerung schon immer stärker mit Franken als mit Thüringen verbunden, andererseits beeinflusste die Tatsache, dass während des Ersten Weltkrieges Nahrungsmittel nach Thüringen abgeführt werden mussten, ebenso wie ein deutlich stärkeres Entgegenkommen Bayerns die Meinungen.

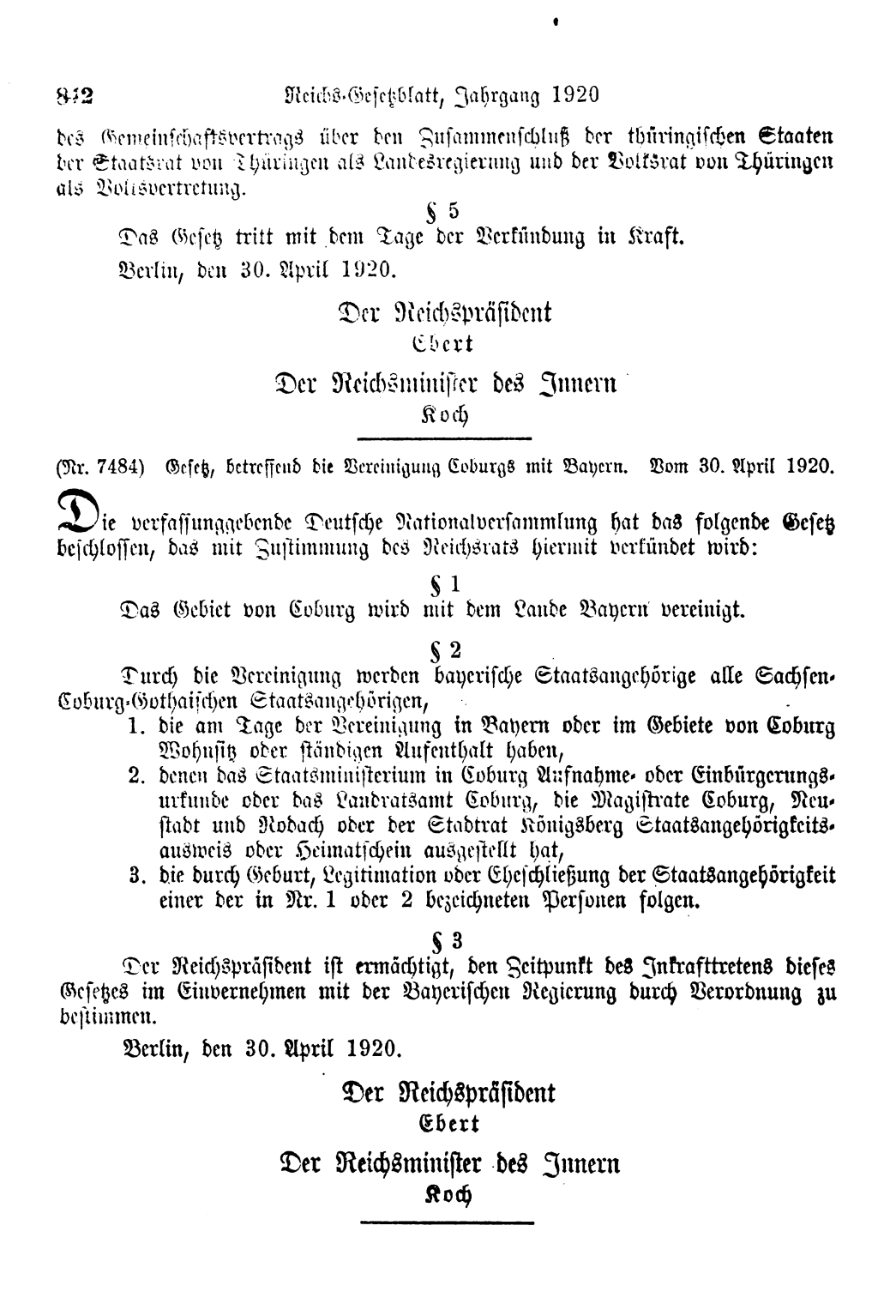
Gesetz, betreffend die Vereinigung Coburgs mit Bayern, vom 30. April 1920. Veröffentlicht im Deutschen Reichsgesetzblatt vom 5. Mai 1920

Mit einem Staatsvertrag wurde am 14. Februar 1920 die Vereinigung Coburgs mit Bayern geregelt. Darin erhielt Coburg Bestandsgarantien für die Landesstiftung, die land- und forstwirtschaftliche Berufsgenossenschaft, die Handelskammer, die aus der Handwerkskammerabteilung neu zu errichtende Handwerkskammer, das Landkrankenhaus und das Landestheater. Außerdem bekam Coburg als Ausgleich für den Wegfall des Staatsministeriums die Zusage für ein neues Landgericht. Der Freistaat Bayern verpflichtete sich, maximal 40 % des Defizits des Landestheaters und 75 % des Landkrankenhauses zu tragen.
Am 1. Juli 1920 vereinigte sich der Freistaat Coburg mit dem Freistaat Bayern, womit fast 600 Jahre staatliche Eigenständigkeit Coburgs endeten. Gemäß Staatsvertrag wurde der Freistaat Coburg dem Kreis (heute: Regierungsbezirk) Oberfranken angegliedert. Das Amt Königsberg mit der Stadt Königsberg und den Gemeinden Altershausen, Dörflis, Erlsdorf, Hellingen, Köslau, Kottenbrunn und Nassach wurde dem Bezirk Hofheim (heute: Landkreis Haßberge) im Kreis (heute: Regierungsbezirk) Unterfranken zugeordnet.
Die Volksbefragung von 1919 mit dem Anschluss an Bayern hatte 1945 zuvor nicht absehbare Folgen. Das Territorium des ehemaligen Freistaats Coburg wurde Teil der Amerikanischen Besatzungszone, während das thüringische Hinterland zur Sowjetischen Besatzungszone gehörte und bis 1949 durch die Zonengrenze bzw. ab 1949 zur DDR durch die innerdeutsche Grenze von Coburg abgeschnitten blieb.

Neustadt wehrte sich 1972 gegen den Verlust der Kreisfreiheit bei der Neugliederung Bayerns in Landkreise und kreisfreie Städte. Der Antrag vor dem Bundesverfassungsgericht gegen die Einbeziehung der Stadt in das Gebiet des Landkreises Coburg wegen Verstoßes gegen den Staatsvertrag wurde zurückgewiesen.

## Politik

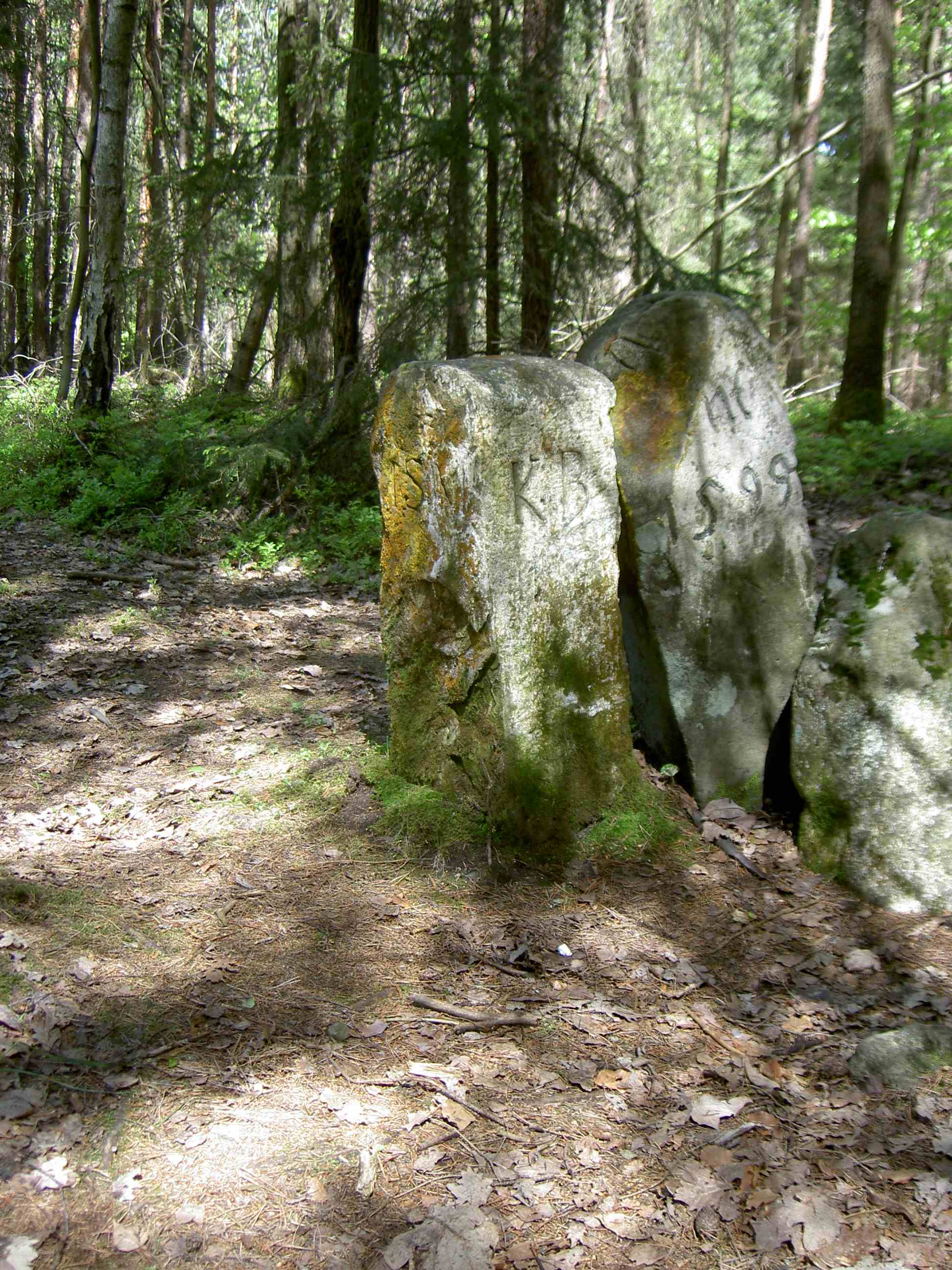
Grenzstein Dreiherrenstein (Königreich Bayern – Herzogtum Sachsen-Meiningen – Herzogtum Sachsen-Coburg) bei Weitramsdorf

### Staatsregierung
10. März 1919 bis 1. Juli 1920
- Reinhold Artmann (SPD)
- Franz Klingler (SPD)
- Hermann Quarck (nationalliberal), bis 8. Juli 1919
- Hans Schack (DDP), ab 11. Juli 1919

### Abgeordnete der Landesversammlung
Sozialdemokratische Partei Deutschlands:
- Reinhold Artmann (1870–1960) aus Coburg, Schreiner
- Ehrhard Kirchner (1866–1927) aus Neustadt bei Coburg, AOK-Geschäftsführer und Präsident der Landesversammlung
- Franz Klingler (1875–1933) aus Coburg, Schriftleiter des Coburger Volksblatts
- Bernhard Lauer (1867–1927) aus Neustadt bei Coburg, AOK-Angestellter
- Hermann Mämpel (1866–1944) aus Coburg, AOK-Verwaltungsinspektor
- Johann Stegner (1866–1954) aus Frohnlach, Brauer und Wirt
- Carl Wendt (1887–1936) aus Rodach, Maschinenschlosser

Bürgerliche Einheitsliste:
- Max Oscar Arnold (1854–1938) aus Neustadt bei Coburg, Puppenfabrikant
- Hans Schack (1878–1946) aus Coburg, Richter am Amtsgericht
- Ernst Külbel (1863–1938) aus Coburg, Malzfabrikant
- Gustav Hess (1874–1940) aus Neuses bei Coburg, Landwirt

## Städte und Gemeinden
- 4 Städte: Coburg (Landeshauptstadt), Neustadt bei Coburg, Rodach bei Coburg, Königsberg in Franken
- 139 Gemeinden: Ahlstadt, Ahorn, Aicha, Beiersdorf, Bertelsdorf, Beuerfeld, Bieberbach, Birkach am Forst, Birkig, Blumenrod, Boderndorf, Breitenau, Brüx, Buchenrod, Callenberg, Cortendorf, Creidlitz, Dörfles, Drossenhausen, Ebersdorf bei Coburg, Ebersdorf bei Neustadt, Einberg, Elsa, Esbach, Fechheim, Fischbach, Fornbach, Friesendorf, Frohnlach, Fürth am Berg, Gauerstadt, Gestungshausen, Gossenberg, Grattstadt, Großgarnstadt, Großheirath, Großwalbur, Grub am Forst, Haarbrücken, Haarth, Hassenberg, Heldritt, Herbartsdorf, Höhn, Hof an der Steinach, Horb an der Steinach, Horb bei Fürth am Berg, Kemmaten, Ketschenbach, Ketschendorf, Kipfendorf, Kleingarnstadt, Kleinwalbur, Kösfeld, Lempertshausen, Leutendorf, Lützelbuch, Mährenhausen, Meeder, Meilschnitz, Meschenbach, Mirsdorf, Mittelberg, Mittelwasungen, Mödlitz, Mönchröden, Moggenbrunn, Neida, Neukirchen, Neuses am Brand, Neuses an den Eichen, Neuses bei Coburg, Neu- und Neershof, Niederfüllbach, Oberfüllbach, Oberlauter, Obersiemau, Oberwasungen, Oberwohlsbach, Oeslau, Oettingshausen, Ottowind, Plesten, Rögen, Rohrbach, Rosenau, Rossach, Roßfeld, Roth am Forst, Rothenhof, Rottenbach, Rudelsdorf, Rüttmannsdorf, Schafhof, Scherneck, Scheuerfeld, Schönstädt, Schweighof, Seidmannsdorf, Sonnefeld, Spittelstein, Steinach an der Steinach, Stöppach, Sulzdorf, Sülzfeld, Taimbach, Thann, Tiefenlauter, Tremersdorf, Trübenbach, Unterlauter, Untersiemau, Unterwasungen, Unterwohlsbach, Waldsachsen, Waltersdorf, Watzendorf, Weickenbach, Weidach, Weidhausen, Weimersdorf, Weischau, Weißenbrunn am Forst, Weißenbrunn vorm Wald, Weitramsdorf, Wellmersdorf, Wiesenfeld, Wildenheid, Wörlsdorf, Wohlbach, Wüstenahorn, Zedersdorf, Zeickhorn, Ziegelsdorf

Exklave Amt Königsberg: Gemeinden Altershausen, Dörflis, Erlsdorf, Hellingen, Köslau, Kottenbrunn und Nassach